# Georges Antoine Mantin
Georges Antoine Mantin  (1850 - 1910) fue un botánico y orquideólogo belga.
Publicaba habituamente en  Rev. Hort. de París.

## Algunas publicaciones
- Cattleyodendron, et Cattleya, {Epidendrum} cf. Cattleyodendrum. [Cttrn.] La Semaine Horticole 1898: 245

- La abreviatura «Mantin» se emplea para indicar a Georges Antoine Mantin como autoridad en la descripción y clasificación científica de los vegetales.[1]